# James A. Burke

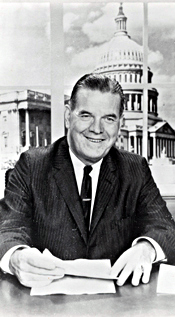
James A. Burke

James Anthony Burke (* 30. März 1910 in Boston, Massachusetts; † 13. Oktober 1983 ebenda) war ein US-amerikanischer Politiker. Zwischen 1959 und 1979 vertrat er den Bundesstaat Massachusetts im US-Repräsentantenhaus.

## Werdegang
James Burke besuchte die öffentlichen Schulen seiner Heimat und studierte danach an der Suffolk University. Danach arbeitete er für die Stadt Boston als Registrar of Vital Statistics. Während des Zweiten Weltkrieges diente er im Nachrichtendienst der US Army im Südpazifik. Er gehörte zehn Jahre lang der Verwaltung des Massachusetts General Court an. Politisch wurde er Mitglied der Demokratischen Partei. Zeitweise war er deren stellvertretender Staatsvorsitzender. Außerdem saß er als Abgeordneter im Repräsentantenhaus von Massachusetts.
Bei den Kongresswahlen des Jahres 1958 wurde Burke im 13. Wahlbezirk von Massachusetts in das US-Repräsentantenhaus in Washington, D.C. gewählt, wo er am 3. Januar 1959 sein neues Mandat antrat. Nach neun Wiederwahlen konnte er bis zum 3. Januar 1979 zehn Legislaturperioden im Kongress absolvieren. Seit 1963 vertrat Burke den elften Distrikt seines Staates. In diese Zeit fielen unter anderem der Vietnamkrieg, die Bürgerrechtsbewegung und im Jahr 1974 die Watergate-Affäre. 1978 verzichtete Burke auf eine weitere Kandidatur.
Nach dem Ende seiner Zeit im US-Repräsentantenhaus zog sich James Burke in den Ruhestand zurück, den er in Milton verbrachte. Er starb am 13. Oktober 1983 in Boston.